# Norio Wakamoto
Norio Wakamoto (若本 規夫 Wakamoto Norio?, nacido el 18 de octubre de 1945) es un actor de voz japonés veterano y experto en budō afiliado con Sigma Seven. Nació en Shimonoseki, Prefectura de Yamaguchi, y creció en Sakai, Prefectura de Osaka. Se graduó de la Universidad de Waseda. Es el doblador oficial japonés de Robert Knepper.

## Carrera
Tras graduarse de la Universidad de Waseda, Wakamoto inicialmente encontró empleo de oficial de policía asignado en la división antidisturbios del Departamento Metropolitano de Policía de Tokio antes de convertirse en seiyū.
La voz de Wakamoto es conocida por la unión de dureza, aspereza e intensidad, lo que le lleva a ser asignado roles de villano. Como ejemplo se incluye a Oskar von Reuenthal en Legend of the Galactic Heroes, Johnny en la saga Guilty Gear, Barbatos Goetia en Tales of Destiny 2, Vicious en Cowboy Bebop, Charles zi Britannia en Code Geass, Black Shadow en F-Zero GP Legend, Xemnas en Kingdom Hearts II, Oda Nobunaga en Sengoku Basara, Cell en Dragon Ball Z y GT, Drácula en Castlevania, Bison en la saga Street Fighter, Igniz y Omega Rugal en The King of Fighters y otros. En trabajos adultos, como OVAs o videojuegos de simulación de citas usa el alias "Hiruma Kyounosuke".
Mantiene el rango de 3-dan en Shorinji Kempo y Kendo.

## Filmografía

### Anime
- Acrobunch (Hiro Randō)
- Antique Bakery (Tadahiro Akutagawa)
- Ashita no Joe 2 (Kim Ryuuhi)
- Atashin'chi (Ringuana)
- Ayakashi Ayashi (Torī Yōzō)
- Azumanga Daioh (Padre de Chiyo)
- Baccano! (Gustave St. Germain)
- Basilisk: The Kouga Ninja Scrolls (Yagyū Munenori)
- Berserk (Gambino)
- Burn up Excess (Secretario)
- Canvas 2 ~Niji Iro no Sketch~ (Jirō Misaki)
- Detective Conan (Inspector Gorō Ōtaki, Michihiko Suwa, Satoshi Miyahara [eps 81-82], Korehisa Kanie [ep 174])
- Captain Tsubasa (Kodai Ozora)
- Chrono Crusade (Duke Defeaux)
- City Hunter 2 (Eric)
- Code Geass (Charles zi Britannia)
- Cowboy Bebop (Vicious)
- Cream Lemon (Zack)
- Cromartie High School (Shinichi Mechazawa, Chef de Sushi [ep 24])
- Crying Freeman (Shikebaro)
- Cyborg 009 (Scarl)
- D.Gray-man (Winters Sokaro)
- Daigunder (DragoBurst)
- Dancougar - Super Beast Machine God (Shapiro Keats)
- Dancouga Nova (Earth Will, Moon Will)
- Demonbane (Augustus)
- Desert Punk (Rain Spider)
- Digimon Frontier (IceDevimon)
- Dororon Enma-kun MeeraMera (Enma Daiō)
- Dog Days (Godwin Dorure)
- Dragon Ball Z (Cell)
- Dragon Ball GT (Cell)
- Dragon Ball Z Kai (Cell)
- Duel Masters (Jōji)
- Fairy Tail (Rey Espíritu Celestial [ep 32])
- Fist of the North Star (Shuren)
- F-Zero GP Legend (Black Shadow)
- Ga-Rei Zero (Nabu Brothers)
- Getter Robo (Garma)
- Ghost Sweeper Mikami (Piper)
- Gintama (Matsudaira Katakuriko)
- Gunparade Orchestra (Pingüino)
- Hayate no Gotoku! (Narrador)
- Heat Guy J (Serge Echigo)
- Heavy Metal L-Gaim (Rockley Ron)
- Hellsing (Robert Hellsing)
- Hokuto no Ken (Raoh [1° voz])
- Infinite Ryvius (Conrad Visukesu)
- Inukami! (Sekidousai)
- Kannagi: Crazy Shrine Maidens (Borracho [eps 4, 12])
- Keroro Gunsō (Shurara)
- Kiddy Grade (Chevalier)
- Kiddy Girl-and (Che)
- Koi Koi Seven (Director de la academia)
- Konjiki no Gash Bell!! (Fein, Victoream)
- Kyūketsuki Sugu Shinu (Vampiro Demekin "Sr.Dorado")
- Love Get Chu (Ohara Heizou)
- Lucky Star (Sonido de la TV [ep 16])
- Maison Ikkoku (Maestro del Chachamaru)
- Mamoru-kun ni Megami no Shukufuku wo! (Naoyuki Takasu)
- Master Keaton (Herman [ep 20])
- Miracle Girls (Mr. X)
- 2 × 2 = Shinobuden (Onsukomaru)
- Mirai Shōnen Konan (Dōke)
- Mirai Nikki (Deus Ex Machina)
- Monkey Typhoon (Elephant Bishop)
- Mononoke  (The Umizatou)
- Negima!: Magister Negi Magi (Demon general)
- Nichijou (Narrador [ep 7])
- Ninja Nonsense (Onsokumaru)
- Oh My Goddess! (Senbee)
- Otogi-Jushi Akazukin (Panpu King)
- PaRappa Rappa (King Kong Mushi)
- Planetes (Gigalt Gangalagash)
- Pluster World (Dairando)
- Princess Lover! (Isshin Arima)
- Ronin Warriors (Kaos)
- Sailor Moon (Yusuke Amade)
- Samurai Champloo (Bundai)
- Sazae-san (Anago, Padre de Hanazawa, otros)
- Science Ninja Team Gatchaman (Capitán de policía [ep 51])
- s-CRY-ed (Narrador)
- Seisenshi Dambain (Narrador, Alan Brady)
- Sengoku Basara (Oda Nobunaga)
- Shounen Onmyouji (Kyūki)
- Sora o Miageru Shōjo no Hitomi ni Utsuru Sekai (Gntarl)
- Stop!! Hibari Kun! (Sabu)
- Tetsuwan Birdy (Skeletsuo)
- The Skull Man (Scarl)
- Soul Link (Shigemichi Morimoto)
- Super Robot Wars Original Generation: Divine Wars (Maier V. Branstein)
- Tatakae!! Ramenman (Kinnikuken Banboro)
- Tekkaman Blade (Tekkaman Omega, Kengo Aiba)
- Tetsuwan Birdy: DECODE (Scherzo)
- Tayutama: Kiss on my Deity (Padre de Mito Yuuri)
- Toaru Majutsu no Index II (Biagio Busoni)
- Tomorrow's Joe 2 (Shogi Kanetatsu)
- Transformers: Animated (Megatron)
- Transformers: Cybertron (Flame Convoy)
- Trigun (Gofusef)
- Tsuyokiss (Tachibana Heizō)
- Ultimate Muscle (Bone Killer)
- Urusei Yatsura (Profesor de arte)
- Uta no Prince-sama (Saotome Shining)
- Weiss Kreuz (Reiji Takatori)
- Wolf's Rain (Fukurō)
- Yoshinaga-san Chi no Gargoyle (Gargoyle)
- Yu-Gi-Oh! GX (Titan)
- Yu Yu Hakusho (Gouki, Chu)
- Zettai Karen Children (Shkii Piroshkiski, director general Sannomiya)
- Zoids Fuzors (Roger)

### OVA
- 801 T.T.S. Airbats (Mitsuru Konishi)
- Appleseed (Sebastian)
- Armor Hunter Mellowlink (Sergeant Gorufi)
- Cyber City Oedo 808 (Juzo Hasegawa)
- Dancougar - Super Beast Machine God: Blazing Epilogue (Shapiro Keats)
- Defeat the Pirate Ganzack (Ganzack)
- Detonator Orgun (Lang)
- Giant Robo (Taisou)
- Gunbuster (Ōta Kōichirō)
- Guyver (Oswald A. Lisker)
- Hellsing Ultimate (Alexander Anderson)
- JoJo's Bizarre Adventure (Hol Horse)
- Koihime Musou (Cho-sen)
- Legend of the Galactic Heroes (Oskar von Reuenthal)
- Madonna (Akira Fuwa)
- M.D. Geist (Geist) (1986)
- Mezzo Forte (Hirōka)
- Ninja Resurrection (Mataemon Araki)
- One Piece: Taose! Kaizoku Gyanzakku (Ganzack)
- Plastic Little  (Joshua L. Balboa)
- Quiz Magic Academy (Garuda)
- Record of Lodoss War (Woodchuck)
- RG Veda (Taishakuten)
- The Silent Service (Wataru)
- Taimanin Asagi (Edwyn Black)
- Tenchi Muyo! Ryo-Ohki (Kagato)
- They Were Eleven (Knu)
- Urotsukidoji (Sui Kakuju)
- Yagami-kun's Family Affairs (Yōji Yagami)
- Ys (Darm)
- Puppet Princess (Yasaburo Manajiri)

### Películas
- Ninja Scroll (Utsutsu Mujuro)
- Mobile Suit Gundam (Gene)
- The Prince of Darkness (Yamasaki)
- Mobile Suit Gundam F91 (Teniente Bardo)
- The Five Star Stories (Vord Bewlard)
- Bionicle: The Legend Reborn (Ackar)
- Metrópolis (Pero)
- Slayers Great (Lord Granion)
- Slayers: The Motion Picture (Lagos)

### Música
- En la serie de OVAs de Top wo nerae! Gunbuster cantó a dúo con Rei Sakuma la canción "Otoko to Onna no Love Game" (男と女のラブゲーム), la cual se escucha en el tercer episodio.[2]

### Videojuegos
- Blue Dragon (Nene)
- The Bouncer (Dauragon C. Mikado)
- Brave Story: New Traveler (Sogreth)
- Castlevania: The Dracula X Chronicles (Dracula)
- Castlevania: Harmony of Dissonance (Dracula)
- Castlevania: Order of Ecclesia (Dracula)
- Castlevania: Portrait of Ruin (Dracula)
- Castlevania: Symphony of the Night (Dracula)
- Catherine (Jefe/Thomas Mutton)
- Code Geass: Lost Colors (Charles zi Britannia)
- Crysis (Almirante Morrison, Voz del Nanotraje [Vídeos promocionales])
- Cyber Troopers Virtual-On Marz (DYMN/Daimon)
- Digimon Story: Cyber Sleuth (Duftmon)
- Disgaea 2: Cursed Memories (Overlord Zenon)
- Disgaea 2: Dark Hero Days (Overlord Zenon)
- Dissidia: Final Fantasy (Chaos)
- Dragon Ball Z: Budokai (Cell)
- Dragon Ball Z: Budokai Tenkaichi (Cell)
- Eien no Aselia: The Spirit of Eternity Sword (Eternity Sword 'Wisdom'/Takios the Black Blade)
- Final Fantasy IV (Rubicante)
- Final Fantasy XII (Al-Cid Margrace)
- Grandia (Baal)
- Saga Guilty Gear (Johnny)
- Hokuto Musou (Narrator)
- inFAMOUS (Kessler)
- The King of Fighters 2001 (Igniz)
- The King of Fighters 2002 (Omega Rugal)
- Kingdom Hearts II (Xemnas)
- Kingdom Hearts 358/2 Days (Xemnas)
- Kishin Houkou Demonbane (Augustus)
- Kishin Hishou Demonbane (Augustus, Priest, Nyarlathotep)
- Last Bronx (Tōru Kurosawa)
- Luminous Arc (Andre)
- Makai Kingdom: Chronicles Of The Sacred Tome (King Drake the Third)
- Medievil (Lord Zarok)
- Mega Man X6 (High Max)
- Metal Gear Solid: Portable Ops (Gene)
- Mobile Suit Gundam Side Story (Philip Hughes)
- Muv-Luv (Paul Radhabinod)
- Muv-Luv Alternative (Paul Radhabinod)
- Odin Sphere (Hindel, Wraith/Halja)
- Onimusha 3: Demon Siege (Akechi Mitsuhide)
- Onimusha: Dawn of Dreams (Ishida Mitsunari)
- Phantasy Star Universe (Renvolt Magashi)
- Princess Maker 4 (Daikun)
- Samurai Shodown: Edge of Destiny (Golba)
- Sengoku Basara (Oda Nobunaga)
- SD Gundam G Generation series (Doku Dāmu, Philip Hughs)
- Sharin no Kuni, Himawari no Shōjo (Houzuki)
- Skies of Arcadia (Gilder)
- SNK vs. Capcom series (M. Bison)
- Star Ocean: First Departure (Ashlay Barnbelt)
- Street Fighter IV (M. Bison/ Vega)
- Soulcalibur IV (Yoshimitsu)
- Soulcalibur: Broken Destiny (Yoshimitsu)
- Summon Night EX-Thesis: Yoake no Tsubasa (Fighfar)
- Super Dragon Ball Z (Cell)
- Super Robot Wars series (Neue Regisseur, Stern Neue Regisseur, Maier V. Branstein, Alan Brady, Shapiro Keats, Ōta Kōichirō)
- Super Street Fighter IV (M. Bison/ Vega)
- SVC Chaos: SNK vs. Capcom (M. Bison)
- Tales of Destiny (PS2) (Barbatos Goetia)
- Tales of Destiny 2 (Barbatos Goetia)
- Tales of Innocence (Gardle)
- Tales of the World: Narikiri Dungeon 3 (Barbatos Goetia)
- Tales of the World: Radiant Mythology 2 (Barbatos Goetia)
- Tales of Vesperia (Barbatos Goetia)
- Tales of VS. (Barbatos Goetia)
- Tenshi no Present - Marl Oukoku Monogatari (Fonfon, Guwanji)
- Transformers: The Game (Megatron)
- Transformers: la venganza de los caídos (Megatron)
- Tsuyokiss (Tachibana Heizō)
- Valkyrie Profile (Janus)
- Wild Arms Alter Code: F (Siegfried/Zeikfried)
- Wild Arms 4 (Gawn Brawdia)
- Xenoblade (Mumkhar)
- Zettai Hero Kaizou Keikaku (Narrator)
- Tom Clancy's Splinter Cell: Conviction (Victor Coste)[3]

### Doblaje
- Alien Resurrection (Vriess)
- Batman Begins (Henri Ducard)
- Batman: Under The Red Hood (Ra's Al Ghul)
- Justice League (Martian Manhunter)
- Las tortugas ninja (película) (Shredder)
- Legend (The Lord of Darkness) (Tim Curry)
- Licence to Kill (versión VHS) (Franz Sanchez (Robert Davi))
- Mortal Kombat (película) (Raiden, Christopher Lambert)
- Sin City (Cardinal Patrick Henry Roark)
- Star Wars: Episode V - The Empire Strikes Back (Lando Calrissian)
- Star Wars: Episode VI - Return of the Jedi (Lando Calrissian)
- Space: 1999 (Paul Morrow)
- True Lies (Fuji-TV edition) (Aziz)
- Twin Peaks (Ed Hurley)
- The Professionals (William Bodie)
- Dr. Quinn, Medicine Woman (Jake Slicker)
- Who Dares Win (Captain Peter Skellen)
- Prison Break (Theodore "T-Bag" Bagwell)
- The Mask (Mitch Kellaway)
- The Dark Crystal (SkekZok)
- X-Men (Mr. Sinister)
- Transformers Animated (Megatron)

### Tokusatsu
- Seijū Sentai Gingaman (Narrador)
- Kamen Rider Kiva: King of the Castle in the Demon World (Rey Kivat/Arc Kivat)
- Ultraman Zero The Movie: Super Deciding Fight! The Belial Galactic Empire (Iaron)

### Video/DVD
- Seijuu Sentai Gingaman vs. Megaranger (Narrador)

### Acreditado como Hiruma Kyonosuke
- Family Project: Kazoku Keikaku (Hiroshi Hirota)
- Maison Plaisir
- Suiheisenmade Nanmile? (Instructor)
- Tamainin Asagi (Edwin Black)
- Princess Lover! (Isshin Arima)